# Uncle Samsik
Uncle Samsik (koreanischer Originaltitel: 삼식이 삼촌) ist eine südkoreanische Serie, die von den Produktionsfirmen Slingshot Studio und Arc Media für die Walt Disney Company umgesetzt wurde. In Südkorea fand die Premiere der Serie am 15. Mai 2024 als Original durch Disney+ via Star statt. Im deutschsprachigen Raum erfolgte die Erstveröffentlichung der Serie am selben Tag durch Disney+ via Star.

## Handlung
Südkorea in den 1960er Jahren: Die Serie handelt von Park Doo-chil und Kim San, zwei Männern, die eine Freundschaft aufbauen und versuchen, die vor ihnen liegenden Hindernisse zu überwinden, um ihre Träume zu verwirklichen, während das Land eine der turbulentesten Zeiten seiner Geschichte durchlebt.

## Besetzung
| Rolle                        | Schauspieler  |
| ---------------------------- | ------------- |
| Park Doo-chil / Uncle Samsik | Song Kang-ho  |
| Kim San                      | Byun Yo-han   |
| Kang Seong-min               | Lee Kyu-hyung |
| Joo Yeo-jin                  | Jin Ki-joo    |
| Jeong Han-min                | Seo Hyun-woo  |
| Jang Doo-sik                 | Yoo Jae-myung |

## Episodenliste
| Nr. | Deutscher Titel              | Originaltitel      | Erstveröffentlichung (Südkorea) | Deutschsprachige Erstveröffentlichung (D/A/CH) |
| --- | ---------------------------- | ------------------ | ------------------------------- | ---------------------------------------------- |
| 1   | Drei Mahlzeiten am Tag       | 하루 세 끼         | 15. Mai 2024                    | 15. Mai 2024                                   |
| 2   | Der gleiche Traum            | 같은 꿈            | 15. Mai 2024                    | 15. Mai 2024                                   |
| 3   | Annäherungsversuche          | 포섭               | 15. Mai 2024                    | 15. Mai 2024                                   |
| 4   | Der große Plan               | 원대한 계획        | 15. Mai 2024                    | 15. Mai 2024                                   |
| 5   | Als Traum getarnte Heuchelei | 꿈으로 포장한 위선 | 15. Mai 2024                    | 15. Mai 2024                                   |
| 6   | Sag niemals nie              | Never Say Never    | 22. Mai 2024                    | 22. Mai 2024                                   |
| 7   | Vater vs. Uncle              | 아버지 vs 삼촌     | 22. Mai 2024                    | 22. Mai 2024                                   |
| 8   | Köder                        | 미끼               | 29. Mai 2024                    | 29. Mai 2024                                   |
| 9   | Tod                          | 죽은 사람          | 29. Mai 2024                    | 29. Mai 2024                                   |
| 10  | Zweifel                      | 의심               | 5. Juni 2024                    | 5. Juni 2024                                   |
| 11  | Die zwei Wahrheiten          | 두 개의 진실       | 5. Juni 2024                    | 5. Juni 2024                                   |
| 12  | Lodernde Glut                | 용광로             | 12. Juni 2024                   | 12. Juni 2024                                  |
| 13  | Kaltblütig                   | 무서운 놈          | 12. Juni 2024                   | 12. Juni 2024                                  |
| 14  | Kang Seongmin                | 우리 강성민        | 19. Juni 2024                   | 19. Juni 2024                                  |
| 15  | Reiskuchen                   | 시루떡             | 19. Juni 2024                   | 19. Juni 2024                                  |
| 16  | Umwälzung und Revolution     | 자전과 공전        | 19. Juni 2024                   | 19. Juni 2024                                  |